# 变黑无心菜
变黑无心菜（学名：Arenaria nigricans）为石竹科无心菜属的植物，是中国的特有植物。分布于中国大陆的云南等地，生长于海拔2,600米至3,200米的地区，一般生于石灰岩干燥岩石缝隙中，目前尚未由人工引种栽培。

## 别名
变黑蚤缀（拉汉种子植物名称）

## 异名
- Arenaria nigricans Hand.-Mazz. var. zhengkangensis (C. Y. Wu ex L. H. Zhou) C. Y. Wu